# José Ángel Ziganda
José Ángel "Cuco" Ziganda Lakuntza (ur. 1 października 1966 w Larrainzar) – były hiszpański piłkarz grający na pozycji napastnika. Obecnie trener piłkarski Realu Oviedo. W swojej karierze raz wystąpił w reprezentacji Hiszpanii.

## Kariera klubowa
Karierę piłkarską Ziganda rozpoczął w klubie Osasuna Pampeluna. W 1985 roku zaczął grać w rezerwach tego klubu w Tercera División. W 1987 roku awansował do kadry pierwszego zespołu Osasuny. 12 grudnia tamtego roku zadebiutował w Primera División w zremisowanym 0:0 domowym spotkaniu z CE Sabadell FC. Z kolei 19 grudnia 1987 w meczu z RCD Mallorca (1:2) strzelił swojego pierwszego gola w lidze hiszpańskiej. W ataku Osasuny występował najpierw z Irlandczykiem Michaelem Robinsonem, a od 1989 roku z Polakiem Janem Urbanem.
W 1991 roku Ziganda przeszedł z Osasuny do Athleticu Bilbao. W nim zadebiutował 30 sierpnia 1991 roku w przegranym 0:2 domowym meczu z Sevillą. W Athletiku przez lata był podstawowym zawodnikiem i najlepszym strzelcem zespołu. Trzykrotnie w swojej karierze strzelił 17 goli w sezonie, co jest jego najlepszym dorobkiem. W sezonie 1997/1998 osiągnął z klubem z Bilbao swój największy sukces, gdy wywalczył wicemistrzostwo Hiszpanii. Ogółem przez 7 sezonów strzelił dla Athletiku 76 goli w lidze.
W 1998 roku Ziganda wrócił do Osasuny Pampeluna. Przez 2 lata grał z nią w Segunda División, a w 2000 roku awansował z nią do Primera División. W sezonie 2000/2001 rozegrał 4 spotkania w lidze i nie mając miejsca w składzie zdecydował się zakończyć karierę.
| Sezon   | Klub                | Kraj      | Rozgrywki        | Mecze | Bramki |
| ------- | ------------------- | --------- | ---------------- | ----- | ------ |
| 1985/86 | Osasuna Pampeluna B | Hiszpania | Tercera División | ?     | ?      |
| 1986/87 | Osasuna Pampeluna B | Hiszpania | Tercera División | ?     | ?      |
| 1987/88 | Osasuna Pampeluna   | Hiszpania | Primera División | 25    | 6      |
| 1988/89 | Osasuna Pampeluna   | Hiszpania | Primera División | 23    | 7      |
| 1989/90 | Osasuna Pampeluna   | Hiszpania | Primera División | 37    | 11     |
| 1990/91 | Osasuna Pampeluna   | Hiszpania | Primera División | 37    | 11     |
| 1991/92 | Athletic Bilbao     | Hiszpania | Primera División | 37    | 10     |
| 1992/93 | Athletic Bilbao     | Hiszpania | Primera División | 36    | 17     |
| 1993/94 | Athletic Bilbao     | Hiszpania | Primera División | 35    | 17     |
| 1994/95 | Athletic Bilbao     | Hiszpania | Primera División | 37    | 3      |
| 1995/96 | Athletic Bilbao     | Hiszpania | Primera División | 33    | 9      |
| 1996/97 | Athletic Bilbao     | Hiszpania | Primera División | 42    | 17     |
| 1997/98 | Athletic Bilbao     | Hiszpania | Primera División | 35    | 3      |
| 1998/99 | Osasuna Pampeluna   | Hiszpania | Segunda División | 38    | 11     |
| 1999/00 | Osasuna Pampeluna   | Hiszpania | Segunda División | 26    | 8      |
| 2000/01 | Osasuna Pampeluna   | Hiszpania | Primera División | 4     | 0      |

## Kariera reprezentacyjna
W reprezentacji Hiszpanii Ziganda zadebiutował 17 kwietnia 1991 roku w przegranym 0:2 towarzyskim spotkaniu z Rumunią. Był to jego jedyny mecz w kadrze narodowej.

## Kariera trenerska
Po zakończeniu kariery piłkarskiej Ziganda został trenerem. W latach 2005–2006 prowadził rezerwy Osasuny. Z kolei w połowie 2006 roku został trenerem pierwszego zespołu, gdy dotychczasowy trener Javier Aguirre został szkoleniowcem Atlético Madryt. W Osasunie pracował 2 lata, a 13 października 2008 został zwolniony ze stanowiska. Jego miejsce zajął José Antonio Camacho.
W lipcu 2009 roku Ziganda zastąpił Estebana Vigo na stanowisku pierwszego trenera Xerez CD. W Xerez pracował do 12 stycznia 2010 roku i został zwolniony z powodu słabych wyników.
W latach 2011–2017 pełnił funkcję trenera Bilbao Athletic, czyli rezerw Athletic Bilbao.
W maju 2017 roku został nowym szkoleniowcem pierwszej drużyny Athletic Bilbao. W maju 2018 roku po rozczarowującym sezonie, zrezygnował z tego stanowiska.